# Margarita Occhiena
Margarita Occhiena (Capriglio, 1 de abril de 1788 - Turín, 25 de noviembre de 1856) fue la madre de Juan Bosco.
La mayor parte de las vivencias y enseñanzas de Margarita se conocen a través de la autobiografía que escribió don Bosco por mandato de Pío IX. Son las llamadas “Memorias del Oratorio”. Otras referencias se nos han transmitido a través de las “Memorias Biográficas” en 19 volúmenes escritas por D. Lemoyne, D. Amadei y D. Ceria sobre la vida de don Bosco o por los recuerdos de los alumnos que recibieron de ella las atenciones de una madre, recogidas en distintos documentos en el archivo de la Congregación Salesiana. Como el proceso de beatificación y canonización está ya muy avanzado, habiendo sido declarada sierva de Dios, la vida de Margarita Occhiena ha sido bien investigada y están apareciendo biografías bien documentadas.
Margarita tuvo una influencia decisiva en la educación de sus hijos y en especial de Juan Bosco. Así, Juan Bosco recuerda que el célebre sueño de los 9 años que marcó para siempre su vida, aparece de refilón su madre en este sentido: 
Palabras del misterioso personaje, identificado como “el Señor” a Juanito Bosco: “Yo soy el Hijo de Aquella a quien tu madre te enseñó a saludar tres veces al día...”
Margarita Occhiena educó a Juan Bosco de acuerdo con su fe en Dios. Así le hizo inteligente, libre y capaz de hacer todo por amor a los demás.
Teniendo en cuenta las penurias que tuvieron que pasar, viuda ella, con tres hijos y la abuela, Margarita se presenta como una mujer fuerte y humilde que acompañó con sabiduría e inteligencia a sus hijos para que en ellos se cumpliera lo que ella percibía como el plan de Dios.
Juan Bosco gastó materialmente su vida por la juventud pobre y abandonada.

## Rasgos biográficos

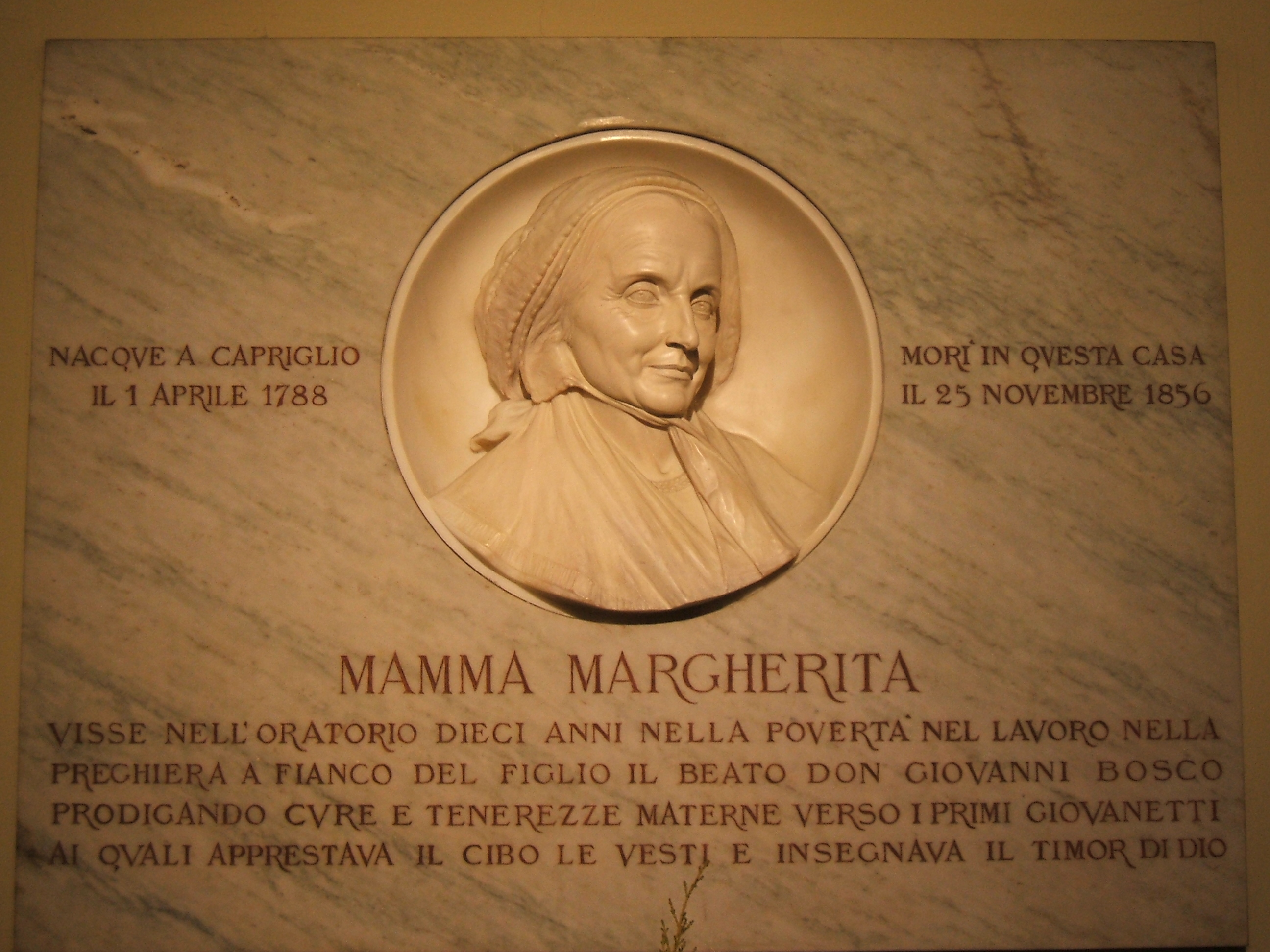
Placa a Mamá Margarita en Valdocco.

Margarita Occhiena nace el 1 de abril de 1788, en Capriglio (Asti, Italia). El mismo día fue bautizada en la iglesia parroquial. A los 24 años se casó con Francisco Luis Bosco, viudo y padre de Antonio, de 4 años.
Francisco muere el 12 de mayo de 1817, a los 33 años, después de cinco años de matrimonio con Margarita a causa de una pulmonía. Margarita se convierte en una viuda de 29 años con 4 personas a su cargo: Antonio (9 años), José Luis y Juan Melchor, de cuatro y dos años, y la suegra, Margarita Zucca de 65 años, minusválida.
Una familia humilde, en los límites de la pobreza. Saldrán adelante con mucho trabajo, esfuerzo de todos y sentido de Dios siempre. 
Don Bosco siempre tuvo su casita de I Becchi, en Castelnuovo d'Asti, como lugar de referencia. En esa casa fue creciendo bajo el cuidado de su madre mamá Margarita quien lo educó en la fe y lo protegió de la prepotencia de su hermano mayor Antonio, que no quería que él estudiara.

## Juan Bosco recuerda
Tenía solamente dos años cuando mi padre murió. Al hacerse cargo de nosotros, mi madre tuvo que ocuparse de la casa y del trabajo que hacía mi padre en el campo.
Ella era una mujer fuerte…
Pero el trabajo del campo es muy duro y ella sola no podía con todo. Mis hermanos y yo la ayudábamos...
En esta habitación, cuando tenía nueve años, tuve un sueño...
¡...este sueño me acompañó a lo largo de toda mi vida!
Me pareció estar en un lugar cerca de mi casa, era como un gran patio de juego de la escuela.
Había muchos muchachos, algunos de ellos decían malas palabras, Yo me lancé hacia ellos golpeándoles con mis puños.
Fue entonces cuando apareció un Personaje que me dijo:
“No con puños, sino con amabilidad vencerás a estos muchachos...”
Yo tenía sólo nueve años...
¿Quién me estaba pidiendo a hacer algo imposible?
Él me respondió: “Yo soy el Hijo de Aquella a quien tu madre te enseñó a saludar tres veces al día. Mi Nombre pregúntaselo a mi Madre.” De repente apareció una Mujer de majestuosa presencia. Yo estaba confundido… Ella me llevó hacia sí y me cogió de la mano. Me di cuenta que todos los niños habían desaparecido y en su lugar ví todo tipo de animales: perros, gatos, osos, lobos... Ella me dijo: “Hazte humilde, fuerte y robusto… y lo que tú ves que sucede a estos animales, tú lo tendrás que hacer con mis hijos.” Miré alrededor y ví que los animales salvajes se habían convertido en mansos corderos... Yo no entendí nada… y pregunté a la Señora que me lo explicara... Ella me dijo: A su tiempo lo comprenderás todo. Cuando lo conté por la mañana mi madre intuyó: “¿Quién sabe? A lo mejor llegas a ser pastor de almas”.

## La cocina de casa
Lugar de tantos diálogos y vida compartida. La cocina era el corazón de la casa... Aquí es donde aprendí el sentido de la caridad... paciencia... Generosidad para con el extranjero y extraño que llama a la puerta buscando comida... Más que eso... Jesús era prácticamente como uno más de la familia y mi madre, Margarita, me enseñó de memoria algunos pasajes de la Biblia ... Nosotros no pudimos ir a la clase de catecismo, así que ella misma nos enseñó nuestra fe. Aquí, en este lugar, comencé a tener una sencilla pero profunda relación con Dios. En mi familia aprendí a respetar y tener confianza en Dios ...
...todopoderoso, pero también el Dios de “cada día”, familiar, parte de mi vida ordinaria.

## Margarita vigilaba a su pequeño, inteligente y despierto Juan
Le hacía reflexionar y vivir en la Presencia de Dios: 
“recuerda que Dios te ve”.
En una hermosa noche, en la puerta de la casa tomando el fresco y levantando los ojos para admirar el cielo estrellado, le explica a sus hijos: "Es Dios que ha creado el mundo y ha puesto allá tantas estrellas". En medio de un prado lleno de flores exclama: "¡Qué cosas hermosas ha hecho el Señor para nosotros!". Igualmente después de la cosecha o la vendimia: "Demos gracias al Señor. Él ha sido bueno con nosotros, Nos ha dado el pan de cada día".
La vida es difícil, y Mamá Margarita lo sabe, lo ha experimentado en carne propia. Por eso prepara a sus hijos también para afrontar y entender las dificultades, los sufrimientos. Después de una granizada que ha arruinado la cosecha, reflexiona en voz alta: "El Señor nos lo dio, el Señor nos lo quitó. Él sabe por qué".

## Catequista de sus hijos
Pascua de 1826, es el día de la Primera Comunión de Juanito. 
Mamá Margarita, después de haber alentado a los hijos a la Confesión, a la Misa dominical y a la confianza en Dios, continúa su catequesis del hijo más joven con estas palabras: 
"Juanito mío, Dios te prepara un gran regalo. Prepárate bien... Para tí es un gran día. Dios ha tomado posesión de tu corazón. Ahora prométeme de hacer cuanto puedas para conservarte bueno hasta el fin de la vida".
Y Dios tomó posesión de su corazón de tal manera que lo llama a una vocación especial: ser sacerdote para los jóvenes.

## Margarita aconsejaba al joven Juan Bosco
A los 19 años Juan quería hacerse religioso franciscano. Informado de la decisión, el párroco de Castelnuovo, Don Dassano, advirtió a Mamá Margarita con estas palabras muy explícitas: 
"Trate de que abandone esa idea. Usted no es rica y tiene ya bastantes años. Si su hijo se va al convento, ¿cómo podrá ayudarla en la vejez?".
Mamá Margarita se echó encima un chal negro, bajó a Chieri y habló con Juan: 
"El párroco vino a decirme que quieres entrar en un convento. Escúchame bien. Quiero que lo pienses con mucha calma. Cuando hayas decidido, sigue tu camino sin mirar a nadie a la cara. Lo más importante es que hagas la voluntad del Señor. El párroco querría que yo te hiciese cambiar de idea, porque en el futuro podría tener necesidad de tí. Pero yo te digo: En estas cosas tu madre no cuenta nada. Dios está antes que todo. De tí yo no quiero nada, no espero nada. Nací pobre, he vivido pobre y quiero morir pobre. Más aún, te lo quiero decir en seguida: si te hicieras sacerdote y por desgracia llegaras a ser rico, no pondré mis pies en tu casa. Recuérdalo bien". Juan Bosco nunca olvidó aquellas fuertes palabras de su madre. 

## Palabras a Juan Bosco sacerdote
En Turín 5 de junio de 1841...
En la capilla del Arzobispado, Juanito Bosco, por la imposición de manos del obispo Luis Fransoni, se transforma en el sacerdote “Don Bosco”. En la tarde de la primera Misa en su pueblo Mamá Margarita, a solas con su hijo, le hace algunas recomendaciones: 
"Ya eres sacerdote, estás más cerca de Jesús. Yo no he leído tus libros, pero recuerda que comenzar a decir Misa quiere decir comenzar a sufrir. No te darás cuenta enseguida, pero poco a poco verás que tu madre te ha dicho la verdad. De ahora en adelante piensa solamente en la salvación de las almas y no te preocupes por mí."

## Trabajo de Mamá Margarita
Otoño de 1846. Mamá Margarita tiene 58 años, Don Bosco 31. Acaba de recuperarse en I Becchi del agotamiento, que casi le lleva a la tumba, de comenzar Valdocco. 
Tiene necesidad de una persona de confianza que viva junto a él en Valdocco, que lo ayude, que lo aconseje. ¿Quién mejor que su madre?.
Margarita, en I Becchi ya estaba “situada”. Es conocida por todos, está tranquila en su tierra, con sus nietos, en las costumbres de la vida campesina. La respuesta a la pregunta del hijo no se hace esperar: 
"Si te parece que esto agrada al Señor, yo estoy preparada para ir enseguida".
Tomó su canasta, puso algo de ropa y algunos objetos. Don Bosco tomó su breviario, un misal y otros libros. Y partieron enseguida para Turín. El 3 de noviembre de 1846 llegaron a Valdocco, donde inician su misión entre los jóvenes.
Años después un Coadjutor Salesiano, Pedro Enria, recuerda a Don Bosco: 
"¿Se acuerda cuando por la noche estábamos en la cama? ¡Ud. y su madre nos arreglaban los pantalones y la camisa gastados, porque teníamos solo eso!"

## Mamá en el Oratorio
En noviembre de 1846 llegó a la casa de Valdocco. Y ya no salió de allí.  Pero Dios la llamaba de nuevo, a su edad, a ser la madre de otros huérfanos. Desde entonces, será ya para siempre “Mamá Margarita”.
En el tiempo en que Mamá Margarita estuvo en el Oratorio preparó la comida, lavó y remendó la ropa de aquellos pobres muchachos. 
A sus años, en la vejez, cuando ya era abuela, siguió trabajando y fue la "mamá" del Oratorio y de todos aquellos chavales que buscaban en ella afecto y calor maternal.

## Modelo de Vida para todos
Al acoger a Benedicto XVI el verano de 2005, en el Valle de Aostra, el rector mayor de los salesianos, Pascual Chávez, le pidió acelerar la beatificación de la madre de san Juan Bosco, Margarita Occhiena. El rector le entregó documentos y una carta de todos los obispos salesianos esparcidos por el mundo en la que piden que se promulgue el decreto de heroicidad de las virtudes de «mamá Margarita».
La familia salesiana desea que Margarita Occhiena pueda ser declarada modelo de virtudes para todo el Pueblo de Dios, la Iglesia, con ocasión del 150 aniversario de su muerte.
El 15 de noviembre de 2006, en la capilla de la Comunidad Salesiana del Vaticano se leyó el decreto de venerabilidad de Mamá Margarita.

## Su método educativo, el espíritu de Familia, avanza en la historia
1846: Nace Valdocco. Mamá Margarita viene a vivir con su hijo y sus muchachos. 
1854: Don Bosco inicia la Sociedad Salesiana con la cual asegura estabilidad para el futuro de sus obras y de su espíritu.
1856: 25 de noviembre muere Mamá Margarita en Valdocco. 
1864: Don Bosco pone la primera piedra de la Basílica de María Auxiliadora. 
1872: Nace el Instituto de las Hijas de María Auxiliadora en Mornese con María Mazzarello, una campesina, educadora forjada en la vida como la madre de D. Bosco. 
En Valdocco, Mornese. En toda Casa Salesiana
Todos se pueden sentir como en “su propia casa”.
Por medio de juegos, oraciones y catequesis, he procurado darles todo lo que me enseñó mi madre cuando era un niño.
Pan, Amor, Trabajo, participación, amistad con Dios y con los otros, sueños...
“Uno sólo es mi deseo que seáis felices en el tiempo y en la eternidad” (D.Bosco)

## La gran Familia de Don Bosco en el mundo
Debe mucho a Margarita Occhiena, su madre. Le enseñó el Sistema Preventivo: razón, religión y cariño, extendido hoy por todo el mundo.

## Fallecimiento y reconocimiento
Margarita Occhiena murió el 25 de noviembre de 1856 a las tres de la mañana, con estas palabras dirigidas a su hijo: "Ahora querido Juan ve a tu habitación y reza por mí". Llevaba 15 años atendiendo como una verdadera madre a los más de 800 niños pobres que su hijo Don Bosco albergaba en el Oratorio. Don Bosco lloró la muerte de su madre de rodillas ante el altar de la Virgen María: "Compasiva María... Mis pequeños y yo ya no tenemos madre en la tierra, ahora tienes que ser Tú nuestra Madre desde el cielo".
Mamá Margarita fue declarada venerable por el papa Benedicto XVI por medio de un decreto publicado por la Congregación para las Causas de los Santos el 15 de noviembre de 2006. La familia salesiana recuerda a mamá Margarita cada 25 de noviembre.